# 張鈞翹
張鈞翹（1994年12月3日—），香港民主派人士，前香港葵青區議會荔華選區議員，前公民黨執行委員會成員（黨務發展）、青年公民主席和學民思潮成員。

## 從政

### 參選2019年區議會選舉
2019年區議會選舉，公民黨派出張鈞翹參選荔華選區，對手是捲入葵青區議會撥款醜聞，被揭發推薦自己控制的組織申請撥款，涉事款項約20萬元的民建聯成員朱麗玲。由於選區鄰近美孚新邨，張與黨友周琬雯、伍月蘭及李俊晞聯合宣傳，最終4人亦成功當選。
| 政党   | 政党   | 候选人    | 票数  | %     | ±      |
| ------ | ------ | --------- | ----- | ----- | ------ |
|        | 民建聯 | ①. 朱麗玲 | 2,818 | 43.82 | -6.29  |
|        | 公民黨 | ②. 張鈞翹 | 3,613 | 56.18 | 不適用 |
| 多数票 | 多数票 | 多数票    | 795   | 12.36 | 不適用 |

### 當選後
當選後，張鈞翹即與其他民主派的當選區議員就香港理工大學衝突要求香港警察撤離香港理工大學，並容許各方進入香港理工大學範圍進行人道救援。張鈞翹亦參與了時任香港立法會議員與十八區時任及候任區議員要求政府由公務員加薪議程中抽起警隊作獨立審議的聯署。 
2021年6月21日，除了東區區議員魏志豪、梁兆新及主席黎志強、沙田區議員陳珮明及容溟舟外，其餘的公民黨區議員宣布退黨。包括觀塘區區議員王嘉盈、油尖旺區議會副主席余德寶、深水埗區區議員劉家衡及李俊晞、荃灣區區議員陸靈中及主席陳琬琛、葵青區區議員張鈞翹、沙田區區議員麥梓健及陸梓峂、離島區區議員李嘉豪及創黨成員之一的容詠嫦。與此同時，執委溫仲然也同日宣布退黨。
而張氏於2022年獲得大律師執業資格。